# István Tisza
Pour les articles homonymes, voir Tisza (homonymie).
Le comte István Tisza de Borosjenő et Szeged (en hongrois : gróf Szegedi és Borosjenői Tisza István), né le 22 avril 1861 à Pest et mort le 31 octobre 1918 à Budapest, exerce les fonctions de Premier ministre de Hongrie de 1903 à 1905 et de 1913 à 1917. Membre de la noblesse hongroise et principal chef du Parti libéral, puis du Parti du travail, le parti qui lui succède à partir de 1910, il exerce une forte influence, non seulement sur la vie politique du royaume de Budapest, mais aussi sur la vie politique austro-hongroise à partir de 1903 et jusqu'à son assassinat, le dernier jour du mois d'octobre 1918, survenu alors que les liens séculaires entre la Hongrie et les Habsbourg se brisent définitivement.

## Origines et jeunesse
Fils du comte Kálmán Tisza, Premier ministre de Hongrie de 1875 à 1890, il appartient à une famille calviniste de la petite noblesse non titrée (souvent considérée comme l’équivalent de la gentry britannique), originaire de Transylvanie. Il est ainsi rapidement coopté dans de nombreux conseils d'administration d'entreprises hongroises, puis, en 1898, hérite de la fortune de son oncle.
Tisza étudie à Oxford dans les années 1880, aussi parlait-il couramment l’anglais, chose rare à l’époque où le français, et en Autriche-Hongrie l’allemand, étaient les langues internationales, qu’István Tisza pratiquait en plus du hongrois.
Il hérite de l'influence politique de son père, en dirigeant le parti libéral, puissant parti politique, au pouvoir sans interruption dans le Royaume de Hongrie de 1867 à 1905. Davantage que ce dernier, il est lié aux partisans du développement industriel du royaume.

## Carrière
Premier ministre en 1903, évincé lors des crises parlementaires qui se succèdent dans le Royaume entre 1903 et 1905, Il est écarté du pouvoir par le gouvernement de coalition qui se met en place à partir de 1906. De plus, ses liens d'affaires facilitent les attaques de ses adversaires politiques.
À la faveur de la crise qui met fin à la coalition au pouvoir à Budapest, il revient au pouvoir, d'abord en soutenant des premiers ministres sans envergure, puis à partir de 1913 comme premier ministre; durant toute la période, il soutient la couronne et accepte le régime de 1867, tout en souhaitant voir renforcée l'influence hongroise au sein de la double monarchie.

## Personnalité
Tant sur le plan public que privé, le comte Tisza apparaît comme un homme très agressif, batailleur, qui dispute et gagne de nombreux duels contre ses adversaires politiques, économiques ou autres.

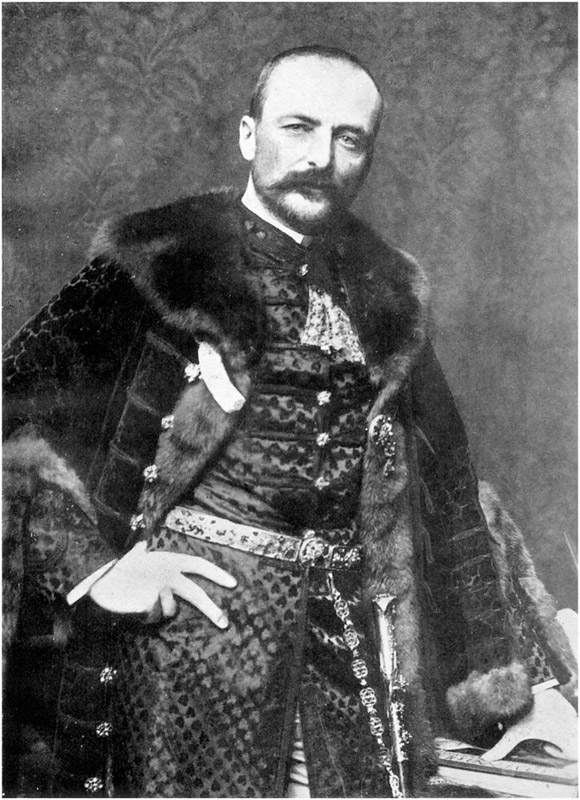
István Tisza, autoritaire et opportuniste

Peu soucieux de modestie, sportif accompli, Tisza pense qu’il incarne tout ce que la vie hongroise a de mieux, et il s’oppose résolument à tout élargissement du corps électoral : avant 1918 en Hongrie, seuls 6 % des hommes (et aucune femme) disposent du droit de vote et jouissent de la faculté d'occuper un emploi administratif.

## Contrôle de la vie politique hongroise de 1910 à sa mort
Homme dur et sans scrupules, Tisza domine la politique hongroise pendant sa carrière en utilisant largement la corruption électorale qui lui permettait d'arriver à ses fins.

### Contrôle du royaume de Hongrie
À partir des élections de 1910, Tisza contrôle directement la vie politique du pays. En effet, réélu à la chambre des députés à la faveur des élections, il y assume les fonctions de président, et parvient à faire adopter une augmentation des dépenses militaires ainsi que l'accroissement des effectifs appelés sous les drapeaux en temps de paix, favorisant ainsi le renforcement de l'appareil militaire de la double monarchie.
De plus, Tisza use souvent de son influence à la cour pour faire donner des titres aux riches familles juives, particulièrement aux industriels et aux banquiers. Son pouvoir est théoriquement limité par la liberté relative dont jouit la presse de langue magyare et par les tribunaux, il n’empêche que, dans les villes où l’on vote librement, les résultats des élections sont impitoyablement faussées, notamment en abusant d’intimidations policières. Dans les « bourgs pourris », de telles méthodes ne s'avèrent même pas nécessaires. Par ces biais, il exerce un réel contrôle de la vie politique hongroise : cette tutelle n'empêche pas la tenue d'élections, mais en garantit le résultat, se donnant ainsi les moyens de sa politique sans mettre en place une dictature légale, sans congédier le parlement.
Non content de contrôler totalement la vie politique en Transleithanie, le premier ministre tente de contrôler le royaume de Croatie-Slavonie, en union personnelle avec la Hongrie depuis 1102; mais ses efforts se heurtent à la roublardise de la coalition croato-serbe victorieuse lors des élections de décembre 1913.

### Rapports avec l'empereur
Il jouit de la confiance du roi, François-Joseph, conquis par son loyalisme. Cependant, cette confiance ne l'empêche pas de défendre en permanence la position de la Hongrie, conscient de l'importance pour le royaume de l'union avec l'Autriche.
Il bénéficie aussi du soutien du roi de Hongrie, dans la mesure où, président du conseil, il obtient du parlement de Budapest ce que souhaitent le souverain et ses proches, l'adoption de la hausse régulière du budget militaire et le renforcement de l'armée impériale et royale, mais, opposé à des annexions territoriales aux dépens de la Serbie, joue le rôle de modérateur parmi les dirigeants austro-hongrois, majoritairement partisans de l'affrontement direct avec le petit royaume, durant les premiers jours de la crise de juillet.

### Un acteur important de la vie politique de la double monarchie
Ce contrôle absolu de la vie politique hongroise en fait un acteur politique incontournable dont les responsables de Vienne doivent obligatoirement disposer du soutien pour leur politique étrangère.
Ainsi, au cours des mois précédant le premier conflit mondial, il participe à la définition de la politique étrangère de la double monarchie; ainsi, à la suite de la deuxième guerre balkanique, il se montre partisan d'un rapprochement avec la Bulgarie, comme il se montre partisan, durant l'automne 1913, d'une politique de fermeté à l'égard de la Serbie.

## Première Guerre mondiale

### Rôle dans la Crise de juillet 1914
Acteur du déclenchement du conflit (il soutient à partir de l'automne 1912 des mesures fortes contre la Serbie), il mène directement la politique hongroise durant les trois premières années du conflit, garantissant l'ordre constitutionnel dans le royaume de Saint-Étienne, dans les conditions qui ont été celles de son accession au pouvoir en 1913.
Soulagé par la disparition de François-Ferdinand, mais préoccupé par de possibles tensions avec la Roumanie, il s'oppose, par ses appels à la prudence, aux aspirations guerrières des militaires formulées rapidement à la suite de l'assassinat du prince héritier des couronnes d'Autriche et de Hongrie, ayant les yeux fixés sur la Transylvanie et l'irrédentisme roumain dans la région, justifiant ses positions par un mémorandum soumis à l'empereur le 8 juillet. Le convaincre de faire entrer la monarchie dans un conflit armé avec la Serbie (et, par voie de conséquence, avec la Russie) constitue l'objet du conseil de la couronne du 7 juillet 1914, et de la politique des autres dirigeants de la double monarchie les jours suivants.
De même, il s'oppose à la volonté des militaires de la double monarchie d'incarcérer les responsables politiques de la coalition croato-serbe, majoritaire à la chambre du royaume de Croatie : d'accord avec le ban du royaume, il fait arrêter, puis mettre en sûreté à Budapest les principaux chefs de ce courant politique, adoucissant ainsi considérablement leur exil hors du royaume de Croatie-Slavonie. Il est en effet conscient de la situation intérieure et extérieure de la double monarchie au début de l'été 1914. Lors du conseil des ministres austro-hongrois du 7 juillet 1914, réunissant les présidents du conseil autrichiens et hongrois, les ministres communs et les responsables militaires de la monarchie danubienne, il se montre encore partisan de la prudence.
Cependant, il ne se montre pas un opposant à la guerre par principe, mais se montre partisan de ne pas exposer de trop grandes exigences envers la Serbie et de connaître la position du Reich avant toute action envers Belgrade, comme il s'oppose à toute expansion territoriale aux dépens de la Serbie et du Monténégro. Dans un courrier au roi, il expose également ce qui doit constituer les principaux axes de la politique de la double monarchie dans la crise : un important succès diplomatique sur le royaume de Serbie serait selon lui largement bénéfique pour la double monarchie, rehaussant ainsi son prestige à peu de frais.
Il se montre également partisan d'attendre le moment favorable pour présenter au gouvernement de Belgrade une note présentant les exigences de la double monarchie dans le contexte de l'assassinat de celui qui aurait été son futur monarque. Il met son mandat en jeu pour imposer ses conditions à ses partenaires autrichiens réticents.
À toutes les étapes de la crise, le premier ministre Tisza se montre hostile à de substantielles annexions territoriales aux dépens des Royaumes de Serbie et du Monténégro, le 7 juillet ; le 19 juillet, avant-veille de la remise de l'ultimatum à Belgrade, Berchtold lui rappelle les objectifs exclusivement politiques et économiques de l'entrée en guerre de la double monarchie.
À partir du moment où il se montre convaincu de la nécessité du conflit avec la Serbie, à partir du 14 juillet, il défend l'idée d'une rapidité de l'action contre ce royaume, à partir de l'envoi de l'ultimatum du 23 juillet.

### Président du Conseil d'un royaume en guerre
Il est acclamé par les parlementaires lors de l'annonce de la déclaration de guerre à la Serbie. Mais, au printemps 1915, cependant, le président du conseil doit cependant affronter les ambitions politiques de ses rivaux, qui souhaitent participer à un gouvernement d'Union nationale, mais son ambition d'en être le dirigeant entraîne l'échec des négociations avec les responsables de l'opposition, toute en ne remettant pas son pouvoir en cause. L'année suivante, sa position est affaiblie par son manque de réactivité lors de l'intervention roumaine.
Président du conseil hongrois, il joue un rôle important dans les négociations de l'Autriche-Hongrie avec son partenaire allemand, se montrant lucide sur les divergences entre les deux empires concernant la politique à mener en Pologne et en Roumanie et sur la place allouée par le Reich à la double monarchie dans les projets allemands d'expansion en Europe. Il rappelle souvent ces divergences et s'oppose, dans un premier temps, lors des premières négociations avec l'Italie, à la cession à ce pays du Tyrol du Sud en compensation des probables agrandissements austro-hongrois dans les Balkans. Face à la menace pressante d'une intervention italienne aux côtés de l'Entente, il se ravise et pousse le ministre commun des affaires étrangères, Stephan Burián von Rajecz, à des concessions envers ce futur belligérant. En 1916, en revanche, lors des négociations des puissances centrales avec la Roumanie, il exprime, malgré les pressions allemandes et autrichiennes, le véto hongrois à la cession de territoires en Transylvanie pour attirer ce belligérant du côté des Empires centraux.
À de multiples reprises, il intervient dans la gestion militaire du conflit. Ainsi, dès les premières semaines du conflit, il n'hésite pas à pointer les erreurs commises par les généraux austro-hongrois face à la Serbie, comme il n'hésite pas à rappeler à Berchtold, alors ministre commun des affaires étrangères, la nécessité pour la double monarchie de recevoir des renforts allemands en Galicie, ou à prendre position, après l'entrée en guerre de la Roumanie, en faveur de la défense de l'intégrité du territoire hongrois, s'opposant au commandement de Arz von Straussenburg, responsable de ce nouveau front, et à ses manœuvres de repli des troupes sur des positions plus faciles à défendre, à l'intérieur du territoire hongrois ; ce choix, militairement opportun, heurte les intérêts économiques des magnats hongrois, que Tisza représente à cette occasion; à cette occasion, il rappelle aux militaires que des unités hongroises affrontent les alliés sur l'ensemble des fronts sur lesquels l'armée impériale et royale est engagée.
Président du Conseil, il utilise au profit de sa politique la mort de François-Joseph pour obtenir de son successeur qu'il se fasse sacrer rapidement, puisque, à cette occasion, le nouveau roi doit prêter serment de maintenir la constitution du royaume; Tisza est ainsi le rédacteur du diplôme inaugural octroyé par le nouveau roi au parlement de Budapest.
Pendant la Première Guerre mondiale, Tisza s'oppose toujours à l’élargissement du corps électoral, y compris pour les vétérans du conflit et maintient sa politique de sujétion politique des minorités dans le royaume. Face aux projets de réforme du nouveau souverain, il présente sa démission au roi Charles IV le 23 mai 1917.

### Maintien de son influence après sa démission
Démissionnaire, Tisza, appuyé sur le Parti national du travail continue d'exercer un véritable droit de veto sur l'évolution de la vie politique à Budapest, poussant à la démission son successeur Móric Esterházy, puis contrôlant la politique de Sandor Werkele, qui lui succède,.
Tisza n’en continue pas moins à bloquer les réformes aussi bien en Hongrie que dans l'ensemble de la monarchie jusqu'à la fin de la guerre, le parti qu'il contrôle entièrement disposant du groupe parlementaire le plus important au parlement de Budapest. Ainsi, Sándor Wekerle propose une réforme électorale a minima, afin de ne pas heurter les opinions du parti majoritaire toujours contrôlé par Tisza. Jusqu'à la fin du conflit, il s'oppose aux projets de réforme du roi, ce dernier n'étant pas en mesure de limiter son influence, malgré les demandes de ses proches et de ses ministres. À partir de l'échec de la dernière offensive austro-hongroise en Italie, les propositions de réforme de plus en plus avancées de l'empereur se voient toutes repoussées par la classe politique hongroise, dont il est le principal défenseur et inspirateur, contribuant à la sclérose et à la dissolution du système dualiste.
Durant ses deux mandats, la bureaucratie d'État connaît une certaine croissance alors que le rôle politique et économique de la petite noblesse décline. Face à cette situation, la petite noblesse tente de faire entrer le plus possible ses membres dans la bureaucratie.

## Fin de vie
En octobre 1918, lors de la phase ultime de dissolution de la monarchie, il continue de s'opposer à la fois aux projets de réforme de l'empereur-roi Charles IV et à la politique du dernier président du conseil nommé par ce dernier, Mihály Károlyi, qui tente de se concilier les alliés victorieux. Il donne pourtant raison à Károlyi, pressenti pour occuper la place de président du conseil du royaume de Hongrie, et reconnaît le 16 octobre que la double monarchie a perdu la guerre, mais il est un indéfectible porte-parole de la noblesse hongroise qui, ne parvenant pas à concevoir que le pays puisse se disloquer, continue à refuser toute concession. Il devient alors très impopulaire au sein de la population, qui le tient pour responsable de la défaite, des privations et de la désagrégation du pays. Âgé de 57 ans, il est assassiné à Budapest par des soldats mutinés, à son domicile, pendant la Révolution des Chrysanthèmes.